# Actinocyclidae
Actinocyclidae es una familia de babosas de mar, moluscos marinos de la clase de los gasterópodos y del orden nudibranchia. Esta familia se sitúa dentro del clado Euctenidiacea.

## Taxonomía
Incluye los siguientes géneros:
- Actinocyclus (Ehrenberg, 1831),[3] el género tipo.
- Hallaxa (Eliot, 1909).

Sinonimia:
- Sphaerodoris es sinónimo de Actinocyclus.[4]
- Halla es sinónimo de Hallaxa.